# Legjobb európai teljesítmény a világ filmművészetében
A legjobb európai teljesítmény a világ filmművészetében (angolul: Best European Achievement in World Cinema elismerés az Európai Filmdíjak egyike, amelyet az Európai Filmakadémia ítél oda 1997 óta azon művészeknek, akik valamely európai film kimagasló teljesítményt nyújtó alkotójaként méltóan képviselte a földrész filmművészetét a világ élvonalában. A díjátadóra felváltva Berlinben, illetve egy-egy európai városban megrendezett gála keretében kerül sor minden év végén.
2006-ban és 2007-ben az elismerést a Legjobb európai teljesítmény a világ filmművészetében – Screen International-díj (European Achievement in World Cinema – Prix Screen International) néven osztották ki. A díjat általában egy személy kapja, e szabálytól három alkalommal tértek el, 1999-ben és 2000-ben két-két alkotót (egy színészt és egy rendezőt) díjaztak, 2008-ban pedig négy dán filmrendező, a Dogme95 alapítói vehették át az elismerést.
A díjazott személyéről az Európai Filmakadémia Igazgatótanácsa dönt.
A díjra csak olyan művészek jöhetnek számításba, akik Európában születtek, illetve európai állampolgárok (európai állam útlevelével rendelkeznek).

## Díjazottak
| „Díjazott” – világos szürke háttérrel |
| „jelölt” – fehér háttérrel            |

| Év   | Nyertesek (jelöltek) | Tevékenység                                     | Ország                           | Megjegyzés        |
| ---- | -------------------- | ----------------------------------------------- | -------------------------------- | ----------------- |
| 1997 | Miloš Forman         | filmrendező (Larry Flynt, a provokátor)         | Csehország · Egyesült Államok    |                   |
| 1998 | Stellan Skarsgård    | színész (Amistad, Good Will Hunting)            | Svédország                       |                   |
| 1998 | Antonio Banderas     | színész (Zorro álarca)                          | Spanyolország                    |                   |
| 1998 | Pierce Brosnan       | színész (A holnap markában)                     | Írország                         |                   |
| 1998 | Gérard Depardieu     | színész (A vasálarcos)                          | Franciaország                    |                   |
| 1998 | Emma Thompson        | színésznő (A nemzet színe-java)                 | Egyesült Királyság               |                   |
| 1998 | Kate Winslet         | színésznő (Titanic)                             | Egyesült Királyság               |                   |
| 1999 | Antonio Banderas     | színész (A 13. harcos)                          | Spanyolország                    |                   |
| 1999 | Roman Polański       | filmrendező (A kilencedik kapu)                 | Lengyelország · Franciaország    |                   |
| 2000 | Jean Reno            | színész                                         | Franciaország                    |                   |
| 2000 | Roberto Benigni      | filmrendező, színész                            | Olaszország                      |                   |
| 2001 | Ewan McGregor        | színész                                         | Egyesült Királyság               |                   |
| 2002 | Victoria Abril       | színésznő                                       | Spanyolország                    |                   |
| 2003 | Carlo Di Palma       | operatőr                                        | Olaszország                      |                   |
| 2004 | Liv Ullmann          | színész                                         | Norvégia                         |                   |
| 2005 | Maurice Jarre        | zeneszerző                                      | Franciaország                    |                   |
| 2006 | Jeremy Thomas        | filmproducer                                    | Egyesült Királyság               |                   |
| 2007 | Michael Ballhaus     | operatőr                                        | Németország                      |                   |
| 2008 | Søren Kragh-Jacobsen | filmrendező, zeneszerző                         | Dánia                            |                   |
| 2008 | Kristian Levring     | filmrendező                                     | Dánia                            |                   |
| 2008 | Lars von Trier       | filmrendező                                     | Dánia                            |                   |
| 2008 | Thomas Vinterberg    | filmrendező                                     | Dánia                            |                   |
| 2009 | Isabelle Huppert     | színész                                         | Franciaország                    |                   |
| 2010 | Gabriel Yared        | zeneszerző                                      | Libanon · Franciaország          |                   |
| 2011 | Mads Mikkelsen       | színész                                         | Dánia                            |                   |
| 2012 | Helen Mirren         | színész                                         | Egyesült Királyság               |                   |
| 2013 | Pedro Almodóvar      | filmrendező                                     | Spanyolország                    |                   |
| 2014 | Steve McQueen        | filmrendező                                     | Egyesült Királyság               |                   |
| 2015 | Christoph Waltz      | színész, filmrendező                            | Németország · Ausztria           |                   |
| 2016 | Pierce Brosnan       | színész, producer                               | Írország · Egyesült Államok      |                   |
| 2017 | Julie Delpy          | színész, filmrendező, forgatókönyvíró           | Franciaország · Egyesült Államok |                   |
| 2018 | Ralph Fiennes        | színész                                         | Egyesült Királyság               |                   |
| 2019 | Juliette Binoche     | színésznő                                       | Franciaország                    | [ * 1 ]           |
| 2020 | Nem osztották ki.    | Nem osztották ki.                               | Nem osztották ki.                | Nem osztották ki. |
| 2021 | Susanne Bier         | filmrendező, forgatókönyvíró, producer          | Dánia                            | [ * 2 ]           |
| 2022 | Elia Suleiman        | filmrendező, forgatókönyvíró, producer, színész | Palesztina                       | [ * 3 ]           |
| 2023 | Isabel Coixet        | filmrendező, forgatókönyvíró                    | Spanyolország                    | [ * 4 ]           |
| 2024 | Isabella Rossellini  | színésznő                                       | Olaszország / Egyesült Államok   | [ * 5 ]           |